# Тыреть 2-я
Тыреть 2-я (бур. Тэртэ) — деревня в Заларинском районе Иркутской области. Входит в Веренское муниципальное образование.

## Население
| 2002 | 2010 | 2011 | 2012 |
| ---- | ---- | ---- | ---- |
| 364  | ↘285 | ↘284 | ↘274 |

## Улицы
- Верхняя ул.
- Нижняя ул.
- Трактовая ул.